# Smodicum longicorne
Smodicum longicorne är en skalbaggsart som beskrevs av Martins 1975. Smodicum longicorne ingår i släktet Smodicum och familjen långhorningar. Inga underarter finns listade i Catalogue of Life.